# Bud Fisher
Harry Conway «Bud» Fisher (Chicago, Illinois; 3 de abril de 1885 - Nueva York, Nueva York; 7 de septiembre de 1954) fue un caricaturista estadounidense que creó Mutt and Jeff, la primera tira cómica diaria exitosa en los Estados Unidos.

## Primeros años
Nació en Chicago, Illinois, fue hijo de un comerciante. Fisher estudió durante tres años en la Universidad de Chicago. Después de un breve intento en el boxeo profesional, comenzó a dibujar carteles para escaparates antes de convertirse en colaborador del departamento de producción del San Francisco Chronicle, donde pronto se convirtió en caricaturista.
Fisher creó a A. Mutt, una tira cómica que sería más conocida por su título posterior, Mutt and Jeff, el 15 de noviembre de 1907, en las páginas de deportes del San Francisco Chronicle. El protagonista de esta tira cómica había aparecido anteriormente en caricaturas deportivas de Fisher, pero no tenía nombre. Fisher le propuso hacer una tira regular a su editor, John P. Young, pero fue rechazado por la falta de espacio y el sentido de la lectura. Durante ese tiempo, las caricaturas de los periódicos aparecían en un formato de panel único. Fisher innovó al presentartar caricatura en una tira, la cual fue la primera tira cómica estadounidense que fue pionera exitosamente en ese formato. Este concepto había sido creado por Clare Briggs con A. Piker Clerk cuatro años antes, pero no tuvo mucho éxito.

## Mutt y Jeff

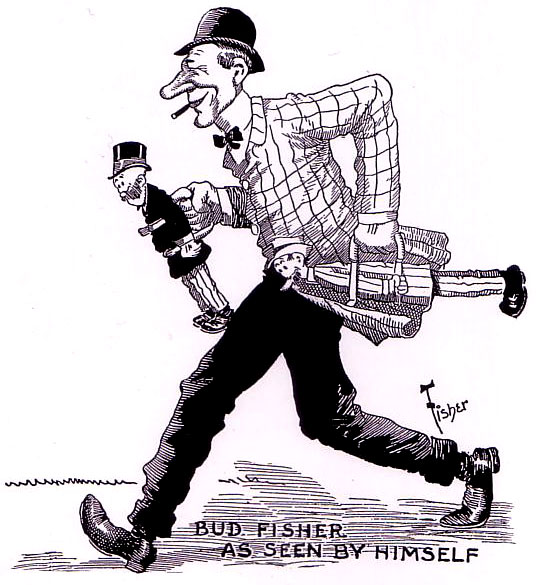
Carícatura de Bud Fisher en la que se retrata sí mismo

Mutt y Jeff ganó tal popularidad que Fisher, que pudo reclamar los derechos de autor de los personajes, recibió una oferta para producirlo en el San Francisco Examiner.[cita requerida] El paso a la cadena Hearst Communications expuso la tira a una multitud de nuevos lectores en todo Estados Unidos.
En 1911, Nestor Studios de Nueva Jersey adquirió los derechos para hacer cortometrajes cómicos de Mutt y Jeff. Tras esto Fisher decidió controlar la producción de las películas para ganar más dinero. Es así que en 1933 creó la Bud Fisher Film Corporation y firmó un contrato con Pathé Frères, haciendo un total de 36 cortometrajes en 1913, pero la producción cesó por dos años, ya que los derechos de autor fueron disputados. Después de que los tribunales fallaron a favor de Fisher, la tira cómica se distribuyó en todo el país, y entre 1916 y 1926, su compañía de producción cinematográfica creó otras 277 producciones de Mutt y Jeff. En estos proyectos, Fisher se acredita casi exclusivamente como el guionista, animador y director, aunque gran parte de la animación fue realizada por Raoul Barré y Charles Bowers, y a menudo las tramas eran adaptaciones de historias populares y cuentos de hadas, como A Kick for Cinderella (1925).
Mutt and Jeff también se publicó en forma de cómic. Los ingresos de los múltiples usos de sus personajes constituyeron el patrimonio de Fisher. En 1932, autorizó a Al Smith producir la tira bajo su supervisión. Smith dibujó a Mutt y Jeff durante 48 años. Cuando Fisher murió en 1954, Smith comenzó a firmar con su propio nombre y continuó dibujando la tira hasta 1980, cuando George Breisacher se hizo cargo durante los últimos dos años.

## Vida personal
El 20 de abril de 1912, Fisher se casó con Pauline Margaret Welch, una actriz de vodevil de Baltimore,  para divorciarse en 1917.
El 25 de octubre de 1925 se casó con Aedita de Beaumont, exesposa del conde François de Beaumont. La pareja se separó después de cuatro semanas, sin embargo, nunca se divorció. Después de la muerte de Fisher, la propiedad de la tira pasó a Aedita de Beaumont, y tras su muerte en 1985 a su hijo de su matrimonio anterior, Pierre de Beaumont.
Fisher adquirió un gran establo de caballos de carreras purasangre. En 1924, su caballo Nellie Morse se convirtió en la cuarta potranca en ganar el Preakness Stakes. Ese mismo año, su potro, Mr. Mutt, terminó segundo en el Belmont Stakes.
Fisher murió el 7 de septiembre de 1954, de cáncer a los 69 años, en el Hospital Roosevelt de Nueva York. Vivía en ese momento en el 383 de Park Avenue. Fue enterrado en el cementerio Woodlawn en El Bronx, Nueva York.